# Lista de igrejas arruinadas em Gotlândia

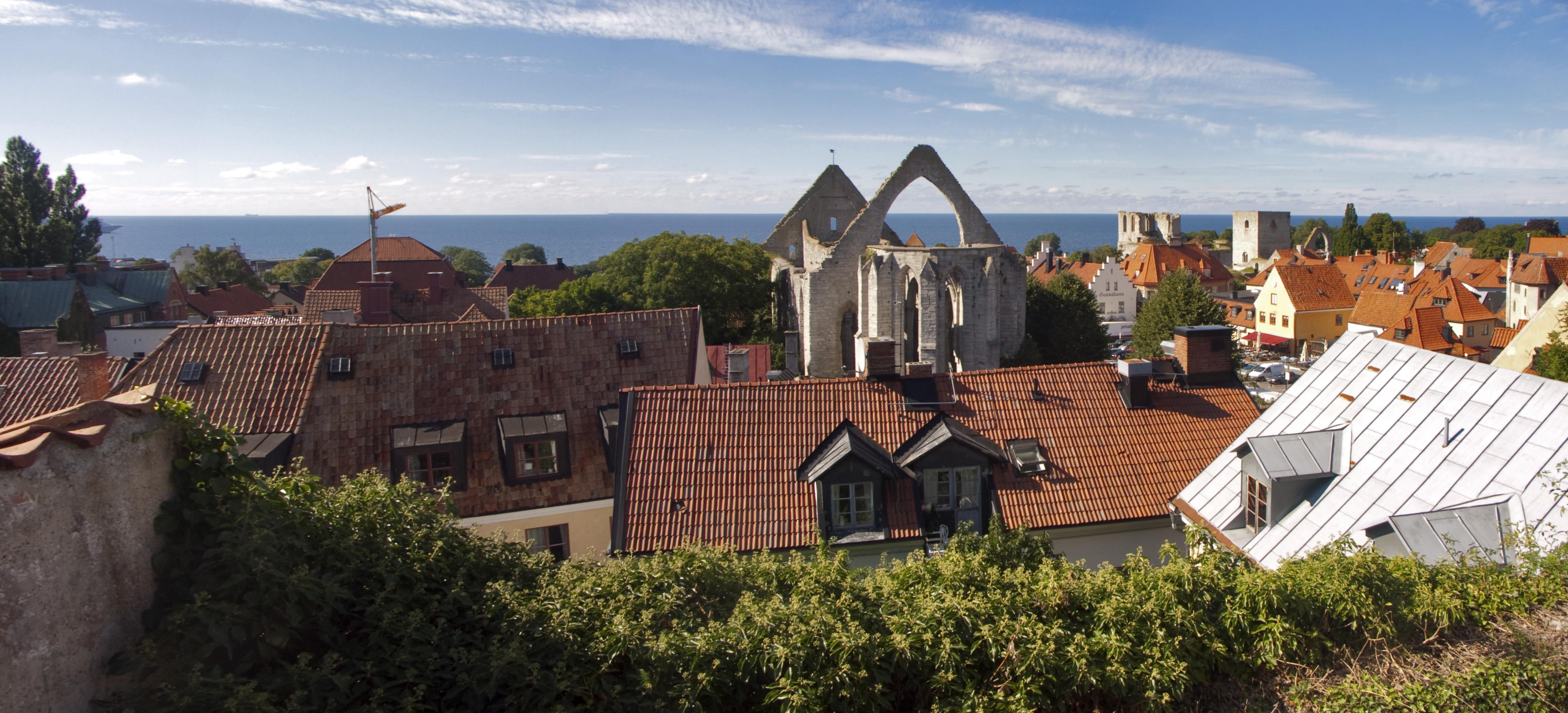
O horizonte de Visby, dominado pelas ruínas da igreja Sankta Karin

Esta é uma lista de igrejas arruinadas localizadas em Gotlândia, atualmente há um total de dezenove igrejas arruinadas na ilha sueca de Gotlândia, no mar Báltico. Doze das quais encontram-se em Visby, principal cidade da ilha. Destas, dez se encontram dentro das muralhas medievais da cidade. Além de outras três igrejas arruinadas conhecidas apenas através de fontes escritas.
Gotlândia começou a abandonar gradualmente a religião nórdica e adotar o cristianismo durante o século XI. Enquanto as primeiras igrejas eram construídas de madeiras, as construções de igrejas de pedras iniciaram durante o século XII. O período de construção das igrejas foi relativamente curto; no campo as igrejas de pedras foram erguidas entre o século XII e início do século XIV, enquanto em Visby, as últimas igrejas foram inauguradas durante o século XV.
Algumas dessas igrejas, desde então, caíram em ruínas. Das 94 igrejas e paróquias medievais no campo, 91 ainda estão em uso. Três foram abandonadas após a reforma religiosa, em relação as paróquias, algumas foram fundidas e algumas igrejas se tornaram supérfluas.
Embora o número exato de igrejas que existiam em Visby durante a Idade Média é desconhecido, havia certamente mais do que em qualquer outra cidade sueca, e pelo menos doze dentro dos muros da cidade. Visby cresceu e se tornou um importante porto comercial durante a Idade Média, a maior parte das igrejas da cidade foram construídas durante os séculos XII e XIII. As igrejas não eram, como no campo, apenas paroquiais. Algumas pertenciam a abadias, asilos ou até a determinados grupos de comerciantes de uma nacionalidade específica, como a Igreja Russa ou a atual Catedral de Visby, que era originalmente uma igreja usada por comerciantes alemães.
Posteriormente a Peste Negra, ocorreu a invasão de Gotlândia por Valdemar IV da Dinamarca e a Batalha de Visby em 1361, esses fatores resultaram em uma redução do comércio, Gotlândia entra em um período de declínio, portanto, as atividades de construções caíram. A inauguração de Sankta Karin em 1412 marca o fim das atividades de construções de igrejas em Visby. Quando as tropas de Lübeck pilharam a cidade em 1525, provavelmente danificando várias das igrejas, a racionalidade social e econômica para sustentá-las havia desaparecido. Após o advento da Reforma Protestante, a justificativa religiosa para sustentar a manutenção de muitas das igrejas também desapareceu de forma permanente. Todos os mosteiros foram abolidos e todas as igrejas dentro das muralhas da cidade, exceto uma (Catedral de Visby) foram abandonadas e deixadas à deterioração. Durante os séculos seguintes, algumas ruínas das igrejas foram usadas como pedreiras. Em 1805 as igrejas arruinadas foram protegidas por lei e, em 1863, o Estado sueco pela primeira vez alocou dinheiro para a conservação.

## Lista

### Legenda
| Localização das ruínas em Gotlândia                                                                       |
| --- |
| (Visby): Igrejas em ruínas localizadas em Visby (Localização): Igrejas em ruínas localizadas em Gotlândia |

### Igrejas em ruínas
| Nome (em sueco)                              | Localização                                          | Imagem | Descrição |
| -------------------------------------------- | ---------------------------------------------------- | ------ | --- |
| Ardre ödekyrka                               | Ardre 57° 21′ 57,56″ N, 18° 41′ 18,16″ L             |        | A Igreja de Ardre, também conhecida como capela de Gunfjaun, foi construída durante o século XIV no mercado medieval. Segundo a tradição, a igreja foi construída em memória de Gunfjaun, o filho de um chefe local chamado Hafder. Não se sabe se a igreja chegou a ser concluída. |
| Bara ödekyrka                                | Bara 57° 35′ 04,82″ N, 18° 36′ 41,57″ L              |        | Igreja de Bara, segundo os dados, encontra-se abandonada desde o século XVI. Em 1588, a população local exigiu que ela fosse re-aberta e restaurada. Entretanto, A paróquia foi fundida com a Igreja de Hörsne e a Igreja de Bara deixada para se deteriorar. A igreja foi construída no século XIII e compartilhava algumas características com a Igreja de Anga. |
| Elinghems ödekyrka                           | Elinghem 57° 48′ 42,51″ N, 18° 37′ 09,48″ L          |        | A Igreja de Elinghems consiste nos restos de uma igreja do século XIII. O altar medieval foi preservado no mesmo lugar e em 1923-24 os restos da pia batismal foram encontrados durante uma escavação arqueológica. Não se sabe quando a igreja foi abandonada, mas isso provavelmente aconteceu no início do século XVII. |
| Ganns ödekyrka                               | Lärbro 57° 47′ 46,89″ N, 18° 45′ 05,09″ L            |        | A Igreja de Ganns é uma ruína bem preservada de uma igreja, provavelmente abandonada durante o século XVI. O coro e a nave da igreja arruinada são datadas a partir da metade do século XIII, enquanto a torre foi adicionada um pouco mais tarde (final do século XIII). Os restos foram renovados em 1924. |
| Helgeand                                     | Visby 57° 38′ 35,01″ N, 18° 17′ 54,2″ L              |        | Helgeand é uma igreja arruinada dedicada ao Espírito Santo e é uma das mais incomuns ruínas de igrejas em Visby. Ela consiste de uma nave de dois andares em formato de octógono e um coro saliente. A igreja foi erguida durante o século XIII. Segundo a teoria, a igreja foi construída para o bispo Albert de Buxhövden, que é conhecido em Gotland por reunir cruzados e missionários para acompanhá-lo até Livônia. A igreja tornou-se o asilo de Visby em 1532, mas durante o século XVII entrou aparentemente em um estado ruinoso e foi usada como celeiro. |
| Roma kloster                                 | Roma 57° 30′ 58,32″ N, 18° 27′ 37,44″ L              |        | Roma kloster (em português: Abadia de Roma), foi uma abadia cisterciense de monges fundada em 1164. Encontrava-se em terra perto do local tradicional de Ting de Gotland. A abadia foi dissolvida durante a reforma religiosa da Dinamarca-Noruega, a propriedade e os edifícios foram confiscados pela Coroa (na época dinamarquesa) por volta de 1531. Mesmo em seu estado arruinado a abadia pode ser apreciada como um típico representante da arte cisterciense. |
| Ryska kyrkan                                 | Visby 57° 38′ 26,85″ N, 18° 17′ 48,32″ L             |        | Não existem vestígios visíveis acima do solo da chamada Igreja Russa. Escavações arqueológicas realizadas em 1971 revelaram a fundação de uma pequena igreja sob o piso de uma casa na rua Södra Kyrkogatan. Pode ter sido uma das duas igrejas para os comerciantes russos em Visby durante a Idade Média. |
| Sankta Karin (algumas vezes Sankta Katarina) | Visby 57° 38′ 25,29″ N, 18° 17′ 44,59″ L             |        | A igreja de Santa Catarina era a igreja de um convento franciscano. O convento foi fundado em 1233, e o primeiro período de construção ocorreu por volta de 1235-1250. Durante o início do século XIV, um trabalho de reconstrução da igreja foi iniciado, concluindo-se em 1412, quando a igreja foi reinaugurada. A abadia foi dissolvida durante a década de 1520, e os edifícios foram utilizados por um curto período de tempo como um asilo para pobres antes de ser completamente abandonada |
| Sankt Clemens                                | Visby 57° 38′ 35,25″ N, 18° 17′ 45,94″ L             |        | A igreja dedicada a São Clemente provavelmente foi erguida em meados do século XIII, mas sua história permanece opaca. Provavelmente foi precedida por uma igreja menor do século XII. Em seu estado atual, ela ainda é considerada uma típica representante das igrejas Visby do século XIII. |
| Sankt Drotten                                | Visby 57° 38′ 30,33″ N, 18° 17′ 42,72″ L             |        | A igreja foi dedicada à Trindade mas apelidada Drotten após uma palavra nórdica antiga com o significado de Senhor ou Rei, isto é, referindo-se a Deus. É semelhante a igreja dedicada a São Clemente, mas menor e provavelmente mais antiga. Parece ter sido construída principalmente durante os séculos XIII e XIV. |
| Sankt Nicolaus                               | Visby 57° 38′ 38,83″ N, 18° 17′ 53,02″ L             |        | A igreja de São Nicolau foi uma igreja e uma abadia da Ordem Dominicana fundada antes de 1230. Seu mais famoso prior foi Petrus de Dacia. A igreja é, possivelmente, mais antiga do que a abadia; os monges podem ter adquirida uma igreja já existente ou uma em construção. Obras de ampliação e reconstrução foram realizadas até o final do século XIV. A igreja e a abadia provavelmente foram destruídas por tropas de Lübeck em 1525. |
| Sankta Gertrud                               | Visby 57° 38′ 37,28″ N, 18° 17′ 55,5″ L              |        | Esta pequena igreja ou capela foi dedicada a Santa Gertrudes de Nivelles. É a menor das antigas igrejas em Visby. Uma escavação realizada em 1935 determinou que ela é datada a partir da segunda metade do século XV. |
| Sankt Göran                                  | Visby 57° 38′ 51,46″ N, 18° 18′ 12,16″ L             |        | A igreja foi dedicada a São Jorge e situa-se a cerca de 300 metros (980 pé) fora dos muros da cidade. Ela foi originalmente vinculada a um asilo de pobres para leprosos nas proximidades. A igreja é carente de elementos decorativos e, portanto, tem sido difícil determinar à data de construção. O coro e a nave provavelmente datam de períodos diferentes. O coro é o mais antigo, talvez a partir do final do século XII ou início do XIII, e a nave pode datar do século XIII. O asilo foi encerrado em 1542, mas o cemitério continuou a ser usado ocasionalmente, por exemplo, durante um surto de peste em 1711 e 1712 e na sequência um surto de cólera na década de 1850. |
| Sankt Lars                                   | Visby 57° 38′ 28,99″ N, 18° 17′ 42,12″ L             |        | O santo padroeiro da igreja foi São Lourenço. A construção da igreja começou durante o segundo trimestre do século XIII e foi construída por pedreiros locais, mas em formato incomum. A inspiração para este formato provavelmente veio da arquitetura bizantina, que pode ter atingido Gotlândia seguinte ao cerco de Constantinopla em 1204. |
| Sankt Per och Sankt Hans                     | Visby 57° 38′ 16,82″ N, 18° 17′ 33,54″ L             |        | As igrejas de São Pedro e São Hans (este último pode se referir tanto a João Batista quanto a João, o Evangelista) estão unidas e formam um complexo único. A igreja dedicada a São Pedro é a mais antiga, provavelmente a partir de meados do século XII. Foi sucessivamente reconstruída e ampliada. A história da igreja de São Hans é opaca, mas foi construída como uma basílica. Durante escavações, duas pedras rúnicas e uma pedra pintada foram encontradas entre as ruínas, apontando para um local sagrado pagão, possivelmente, ainda mais antigo. Ambas as igrejas têm sido usadas como como pedreiras de calcário nos séculos posteriores.                                |
| Sankt Olof (Fårö)                            | Gamla hamn (Fårö) 57° 56′ 31,13″ N, 19° 05′ 25,48″ L |        | Tradicionalmente chamada de Igreja de São Olaf é uma pequena igreja ou capela arruinada, os restos da muralha não atinge uma altura maior do que cerca de 0,6 metros (2,0 pé). Adjacente às ruínas da igreja jazem os restos de um cemitério. Hoje as ruínas se encontram dentro de uma reserva Natural. |
| Sankt Olof (St. Olofsholm)                   | St. Olofsholm 57° 42′ 59,33″ N, 18° 54′ 34″ L        |        | Três paredes de uma capela medieval dedicada a São Olaf foram incorporadas em um celeiro do século XIX. No nordeste da igreja uma cruz memorial foi erguida em 1959. |
| Sankt Olof (Visby)                           | Visby 57° 38′ 34,78″ N, 18° 17′ 37,83″ L             |        | Muito pouco resta da igreja uma vez dedicada a São Olaf. Foi provavelmente uma basílica construída no início do século XIII. |
| Solberga kloster                             | Visby 57° 38′ 00,7″ N, 18° 17′ 55,5″ L               |        | A Abadia de Solberga (em sueco: Solberga, em latim: Mons Solis) foi um mosteiro cisterciense, fundado por volta de 1246. Ele foi o único mosteiro em Gotland. A data em que foi abandonado não é confirmada, mas o abandono ocorreu após a reforma. Perto das ruínas há uma cruz medieval, que marca o local da Batalha de Visby, ocorrida em 1361. |

## Leituras complementares
- Heales, Alfred (1888). The churches of Gottland (other than those of Wisby). Londres: [s.n.]
- Lagerlöf, Erland, ed. (1973). Gotlands kyrkor (em sueco). Uddevalla: Rabén & Sjögren. ISBN 9129410355
- Lundberg, Erik (1940). Byggnadskonsten i Sverige. [1], Under medeltiden : 1000–1400 (em sueco). Stockholm: Nordisk Rotogravyr
- Olsson, Lars; Öhrman, Roger; Strid, Martin (1994). Gotland: past and present. Visby: Gotlands läromedelscentral. ISBN 91-85446-13-0
- Roosval, Johnny (1911). Die Kirchen Gotlands: ein Beitrag zur mittelalterlichen Kunstgeschichte Schwedens (em alemão). Stockholm: Norstedt
- Wienberg, Jes (2004). «Medieval Gotland: churches, chronologies and crusades». The European frontier : clashes and compromises in the Middle Ages : international symposium of the Culture Clash or Compromise (CCC) Project and the Department of Archaeology, Lund University, held in Lund October 13–15, 2000: 285–298 : tab.